# Bon Jovi
I Bon Jovi sono un gruppo musicale rock statunitense, formatosi nel 1983 a Sayreville, New Jersey. La band è costituita da Jon Bon Jovi (voce), David Bryan (tastiere), Tico Torres (batteria), Hugh McDonald (basso) e Phil X (chitarra).
La formazione originaria comprendeva anche Alec John Such (basso), il quale ha lasciato la band nel 1994 in seguito a problemi personali e Richie Sambora (chitarra), che ha abbandonato il gruppo nel 2014 dopo essersi assentato per buona parte del Because We Can tour nel 2013.
I Bon Jovi hanno goduto di notevole popolarità fin dagli esordi ed hanno contribuito alla nascita e allo sviluppo del movimento hair metal, emerso negli anni ottanta. Vengono ricordati per alcuni classici del rock, alcuni considerati dei veri e propri inni generazionali: Livin' on a Prayer, You Give Love a Bad Name, I'll Be There for You, Wanted Dead or Alive, Bad Medicine, Keep the Faith, Bed of Roses, Always, e It's My Life.
Nel corso della loro carriera, i Bon Jovi hanno pubblicato un totale di sedici album in studio e hanno venduto oltre 130 milioni di dischi in tutto il mondo, di cui 65 milioni solo negli Stati Uniti.
Inoltre, hanno effettuato più di 2.700 concerti in oltre 50 paesi per più di 35 milioni di fan, e sono stati introdotti nella UK Music Hall of Fame nel 2006. Il gruppo è stato anche onorato con un "Award of Merit" ("Premio di merito") agli American Music Award del 2004, mentre Jon Bon Jovi e Richie Sambora, come autori, sono stati introdotti nella Songwriters Hall of Fame nel 2009.
Inoltre Jon Bon Jovi e Richie Sambora sono stati gli ispiratori del programma televisivo MTV Unplugged.
Nel 2018 sono stati introdotti nella Rock and Roll Hall of Fame.

## Storia

### Primi anni
|              |                |             |             |
| Jon Bon Jovi | Richie Sambora | David Bryan | Tico Torres |

Di origini italiane, il bisnonno Giuseppe Bongiovi era un emigrato partito da Sciacca (Provincia di Agrigento) e la bisnonna Lucia Arcuri da Cianciana, nella stessa provincia (in cui oggi vivono i parenti), John Francis Bongiovi Jr nasce il 2 marzo 1962 a Perth Amboy nel New Jersey. Tra i primi regali spicca la sua prima chitarra, ricevuta in regalo a sette anni, ma solo tre anni più tardi il piccolo John iniziò a suonarla. Successivamente, imparò a suonare anche il pianoforte, per poi formare a tredici anni la sua prima band: i "Raze". A sedici anni, invece, Jon conobbe David Bryan, futuro tastierista dei Bon Jovi. I due si incontrarono frequentando la Sayreville War Memorial High School, e decisero di fondare una cover band R&B chiamata "Atlantic City Express", suonando nei locali del New Jersey, nonostante fossero entrambi ancora minorenni. Nello stesso periodo, Jon suonò nella band "Jon Bon Jovi and the Wild Ones", sempre nata da una sua idea, con la quale girò localmente come il Fast Lane, aprendo concerti per musicisti della zona.  
Durante l'estate del 1980, finita la scuola e con un lavoro part-time in un negozio di scarpe, Jon riuscì a trovare un impiego ai Power Station Studios, studi di registrazione di Manhattan di cui suo cugino, Tony Bongiovi, era co-proprietario. Qui Jon registrò numerose demo, che mandò a svariate case discografiche, ma senza ottenere risultati. Lo stesso anno, Jon fece la sua prima esperienza in studio, cantando la canzone R2-D2 We Wish You a Merry Christmas di Meco Monardo e Daniel Oriolo inclusa dell'album di canzoni natalizie dei film della saga di Guerre stellari, Christmas in the Star, prodotto dal cugino Tony agli studi Power Station e distribuito dalla RSO Records.
Nel 1983, una radio locale del New Jersey (la WAPP 103.5FM "The Apple") promosse un concorso, insieme alla St. John's University, per gruppi rock senza contratto discografico. Jon partecipò utilizzando musicisti di studio per registrare il brano Runaway (scritto anni prima). Dopo aver vinto il concorso, il pezzo diventò un successo dell'estate di quell'anno. I musicisti che aiutarono Bon Jovi nelle registrazioni del pezzo, noti come "The All Star Review", furono: i chitarristi Dave Sabo e Tim Pierce, il tastierista Roy Bittan, il batterista Frankie LaRocka, e il bassista Hugh McDonald.
A quel punto Jon aveva bisogno di un gruppo: i futuri membri si erano già incontrati durante i loro inizi, ma la formazione definitiva non si perfezionò fino al marzo di quell'anno. Jon chiamò David Bryan, che a sua volta portò il bassista Alec John Such, insieme a un batterista esperto di nome Tico Torres. In quel lasso di tempo, il chitarrista della band rimase Dave Sabo, che in seguito andrà a fare parte degli Skid Row. Sabo non fu mai totalmente d'accordo con il sound che Jon e compagni ricercavano, e per questo venne scalzato dall'arrivo di Richie Sambora. Questi fu notato una sera da Jon e Alec, mentre suonava con un suo gruppo in un locale; Alec disse di conoscerlo, e Jon gli chiese di contattarlo per un provino. Accettata la proposta, Sambora mostrò la sua grande tecnica e creatività, che gli valsero il posto nella band.

### Il debutto:Bon Jovie7800° Fahrenheit(1984-1985)
Il gruppo iniziò a farsi notare dopo aver aperto un concerto per gli Scandal a New York. Durante questa loro esibizione, seppur nel contesto breve, furono notati dal discografico Derek Shulman, e riuscirono a firmare un contratto con la Mercury Records, parte della società PolyGram. I cinque ragazzi a questo punto necessitavano di un nome ufficiale da dare alla band: si pensò dapprima a "Victory", ma poi lo staff A&R della casa discografica fece giustamente notare la popolarità che Jon aveva già raggiunto con il suo nome, convincendo così la band a chiamarsi "Bon Jovi".
A inizio 1984, fu pubblicato l'album di debutto Bon Jovi, che venne intitolato così proprio per mettere in maggiore risalto il nome del gruppo. Fu disco di platino negli Stati Uniti (dove vendette più di due milioni di copie) e ottenne buon successo anche nel resto del mondo, arrivando a muovere un totale di circa 3,5 milioni di copie nel mondo. Il primo singolo estratto dall'album fu la già nota Runaway, che subito ne divenne la hit di punta. I due brani successivi a essere pubblicati furono She Don't Know Me, anche questo di buon successo, e Burning for Love, distribuito solo per il mercato giapponese. Successivamente all'uscita di Bon Jovi, il gruppo intraprese la sua prima tournée mondiale con il Bon Jovi Tour; tuttavia, non si trattava dei primi veri concerti tenuti dalla band, dal momento che questi ne avevano già aperti alcuni per gruppi famosi, come gli ZZ Top al Madison Square Garden, questo prima ancora che Bon Jovi fosse uscito nei negozi, e gli Scorpions e i Kiss in Europa, facendosi così conoscere anche fuori dagli Stati Uniti. Grazie a tutti questi risultati, gli esordienti Bon Jovi iniziarono subito a crearsi una buona credibilità nel panorama musicale di quel periodo.
Nel 1985, uscì il secondo album in studio del gruppo, 7800° Fahrenheit. La risposta di critica e pubblico per questo lavoro fu però, a differenza del disco precedente, molto fredda. In totale, 7800° Fahreneheit vendette circa 2,5 milioni di copie nel mondo, risultando ancora oggi l'album in studio meno venduto di tutti tra quelli pubblicati dai Bon Jovi. Non andò tanto meglio nemmeno con i quattro singoli estratti dal disco: Only Lonely, In and Out of Love (solo questi primi due riuscirono a classificarsi nella Billboard Hot 100, ma entrambi non entrarono nella top 40, come era invece successo a Runaway dell'album precedente), The Hardest Part Is the Night, e Silent Night. In risposta a questi risultati, che all'epoca pare avessero compromesso non poco il futuro dei Bon Jovi, gli stessi membri del gruppo diranno anni dopo che avrebbero potuto e dovuto produrre un album migliore. Nonostante lo scarso successo del disco, il suo tour di promozione, il 7800º Fahrenheit Tour, ebbe comunque buon successo, mettendo in mostra una buona attitudine del gruppo nelle esibizioni dal vivo. Finita la tournée, la band pubblicò la sua prima VHS, Breakout: Video Singles, contenente tutti i videoclip realizzati dai Bon Jovi fino a quel periodo.

### Il successo conSlippery When Wet(1986-1987)

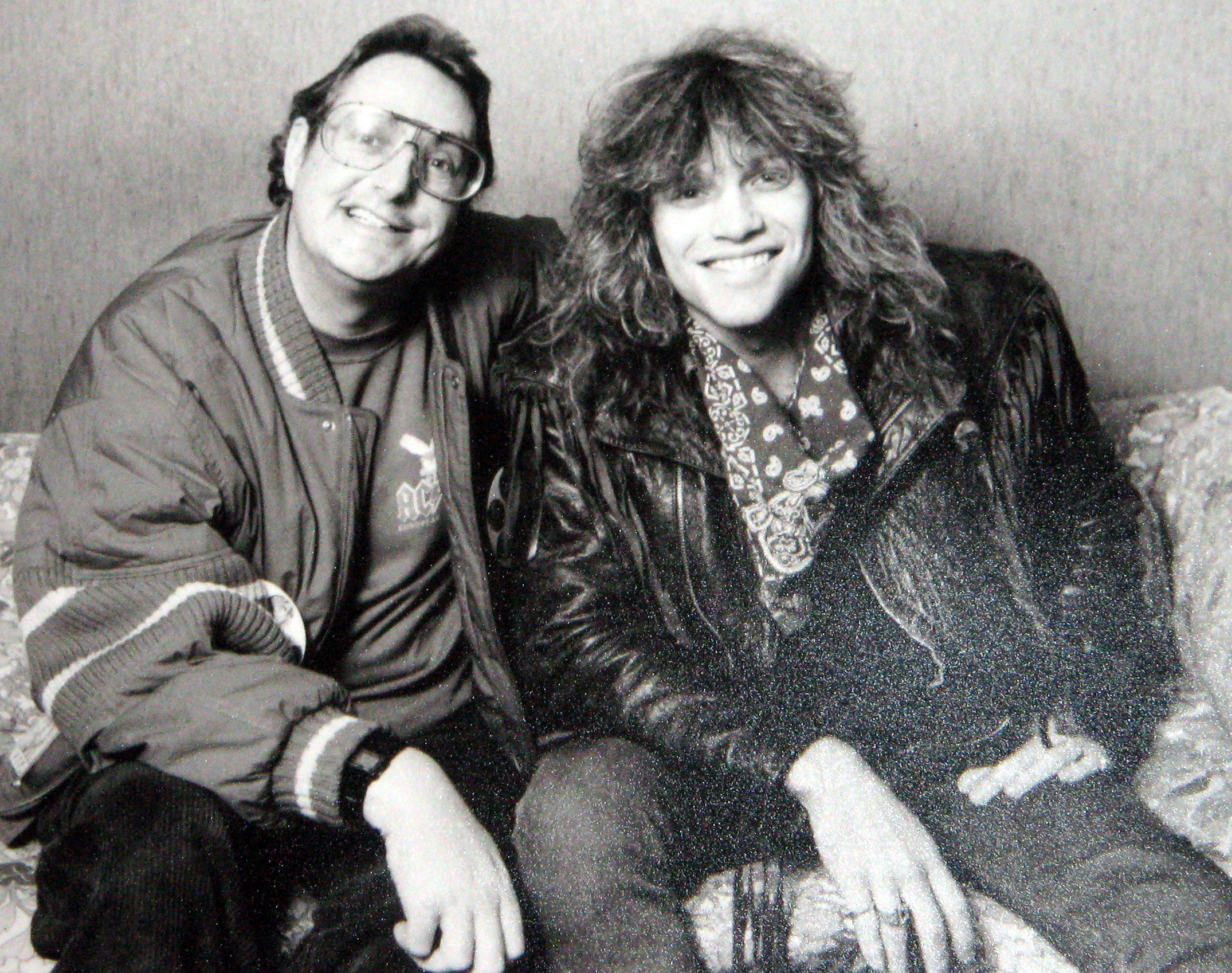
Jon Bon Jovi con Jonathan King nel 1987

Dopo lo scarso successo ottenuto da 7800° Fahrenheit, i Bon Jovi decisero di cambiare completamente approccio per il loro terzo album in studio. Per prima cosa, si avvalsero della collaborazione di Desmond Child nella stesura dei brani e, inoltre, cambiarono produttore assumendo l'esperto Bruce Fairbairn. A inizio 1986, iniziarono dunque le registrazioni presso i Little Mountain Sound Studios a Vancouver, in Canada. Il nuovo disco fu pubblicato nell'agosto dello stesso anno con il nome Slippery When Wet, e ottenne subito un enorme successo commerciale. Il disco, infatti, trascorse ben otto settimane al primo posto della Billboard 200, stabilendo il record di permanenza in prima posizione per un album hard rock. Ancora oggi è il maggior successo in termini di vendite dei Bon Jovi, con 33 milioni di copie vendute in tutto il mondo, di cui 12 nei soli Stati Uniti, dove fu anche certificato con ben 12 dischi di platino dalla RIAA.
Ottennero molto successo anche i quattro singoli estratti dall'album: il primo, You Give Love a Bad Name, infatti, raggiunse la prima posizione della Billboard Hot 100. Andò ancora meglio con il secondo, Livin' on a Prayer, che al primo posto ci trascorse ben quattro settimane, e ancora oggi è ritenuta da molti la più bella e celebre canzone dei Bon Jovi. Il terzo singolo estratto, invece, Wanted Dead or Alive, non riuscì a piazzarsi al primo posto, ma raggiunse comunque la posizione numero 7 della Billboard Hot 100. Slippery When Wet divenne così il primo album hard rock nella storia della musica ad aver avuto tre hit nella top 10 in classifica. Il quarto e ultimo singolo estratto, Never Say Goodbye, non arrivò tra i primi dieci posti delle charts, ma divenne comunque famosa per essere stata la prima vera e propria power ballad del gruppo, genere di cui i Bon Jovi diventeranno dei veri specialisti negli anni successivi della loro carriera.
L'incredibile, e forse anche inaspettato, successo ottenuto da Slippery When Wet fece subito dimenticare a tutti il fiasco del precedente 7800° Fahrenheit, e subito iniziarono in molti a interessarsi al nuovo fenomeno dei Bon Jovi. Tra i primi ci fu il noto programma musicale MTV; tale emittente, infatti, iniziò subito a trasmettere diversi concerti registrati dal vivo del gruppo durante lo Slippery When Wet Tour, tournée che intanto era partita, favorendo così ancora di più l'ascesa della band del New Jersey. In quel periodo, inoltre, fu segnata anche l'esplosione del movimento hair metal, di cui i Bon Jovi vennero subito considerati i leader indiscussi, e ancora oggi molti li ritengono gli innovatori e i maggiori esponenti.
Nel 1987, Slippery When Wet risultò essere l'album più venduto dell'anno e, inoltre, Livin' on a Prayer vinse il premio di "Best Stage Performance" ("Miglior esibizione sul palco") agli MTV Video Music Awards di quell'anno. I Bon Jovi ricevettero anche la nomina di "migliore gruppo Pop/Rock" agli American Music Award e quella di "Migliore gruppo Rock" ai People's Choice Awards. Inoltre, lo stesso anno, furono pubblicati il singolo Edge of a Broken Heart, in qualità di colonna sonora del film Disorderlies, e la seconda raccolta di videoclip del gruppo, Slippery When Wet: The Videos, contenente stavolta il materiale promozionale estratto da Slippery When Wet.
Dopo il successo del gruppo, a Jon Bon Jovi e Richie Sambora fu chiesto di collaborare al ritorno alla musica della nota cantante Cher, facendoli partecipare alla produzione dell'album omonimo del 1987. In tale disco, Jon e Richie scrissero e cantarono in sottofondo nella canzone We All Sleep Alone. Per Cher, successivamente, i due co-produrranno anche l'album Heart of Stone nel 1989.

### New Jersey(1988-1989)
Determinati a dimostrare che l'enorme successo ottenuto da Slippery When Wet non sarebbe rimasto un'eccezione, i Bon Jovi pubblicarono il loro quarto album in studio, New Jersey, nel settembre del 1988. Come per il precedente disco, anche questo ottenne enorme successo commerciale, seppur vendendo un po' meno. New Jersey, infatti, trascorse ben quattro settimane consecutive al primo posto della Billboard 200 e venne certificato con 7 dischi di platino dalla RIAA, arrivando a vendere un totale di 20 milioni di copie nel mondo. Inoltre, questo fu l'album hard rock ad aver avuto più hit di sempre nella top 10 in classifica, dal momento che tutti i suoi cinque singoli estratti riuscirono a raggiungere i primi dieci posti della Billboard Hot 100, ovvero: Bad Medicine, Born to Be My Baby, I'll Be There for You, Lay Your Hands on Me, e Living in Sin. Il videoclip di quest'ultima canzone fece molta notizia quando fu bandito da MTV per i suoi contenuti ritenuti "troppo piccanti", ma cominciò a venire regolarmente trasmesso dopo essere stato ri-editato.
Successivamente all'uscita di New Jersey, i Bon Jovi ripartirono in tournée con il New Jersey Syndicate Tour che, con ben 232 date in totale, divenne il tour più lungo realizzato dal gruppo. Da segnalare la data del 12 agosto 1989, quando la band fu headliner del Moscow Music Peace Festival, prima manifestazione hard rock di sempre ad approdare nell'ex-URSS, che fu trasmessa dalle televisioni di tutto il mondo in diretta dallo Stadio Lužniki di Mosca; lo stesso New Jersey, d'altronde, è stato il primo album americano nella storia a essere messo in vendita in Unione Sovietica. Storico restò l'ingresso di Jon Bon Jovi, che attraversò in uniforme militare tutta l'arena dello stadio accompagnato dalle note di Lay Your Hands on Me. Sempre nel 1989, i Bon Jovi parteciparono agli MTV Video Music Awards, dove lo stesso Jon e Richie Sambora decisero di stupire il pubblico presentandosi con solo due chitarre acustiche, anziché riproporre la loro tipica performance elettrica in grande stile. Tale esibizione riscosse così tanto successo da spingere i dirigenti di MTV a creare un programma tutto nuovo, chiamato appunto MTV Unplugged, permettendo così ai Bon Jovi di entrare ancora di più nella storia di tale emittente televisiva. Degna di nota fu anche l'esibizione del gruppo al Monsters of Rock Festival USA di quell'anno.
Durante il New Jersey Syndicate Tour, tuttavia, iniziarono a crearsi vari problemi e tensioni all'interno della band, e diverse voci su un eventuale scioglimento dei Bon Jovi iniziarono a emergere, soprattutto tra i mass media. Un altro problema fu dettato dalla difficoltà di Jon Bon Jovi nell'eseguire le tonalità più alte con la sua voce, problema che emerse proprio durante tale tour, e che costrinse il cantante ad assumere un maestro di canto per non provocare dei danni permanenti alle sue corde vocali (durante i concerti, con la voce dovette aiutarlo Richie Sambora). Nonostante tutte queste varie complicazioni, la band riuscì comunque a restare unita e concludere la tournée. Intanto, furono pubblicate le registrazioni Access All Areas: A Rock & Roll Odyssey (una cronoaca del New Jersey Syndicate Tour) e New Jersey: The Videos (una raccolta dei videoclip promozionali estratti da New Jersey).

### Pausa e album solisti (1990-1991)
Tra il 1990 e il 1991, i membri del gruppo decisero di prendersi qualche anno di pausa dall'attività con i Bon Jovi, per percorrere strade separate. Questa scelta fu dettata dalla necessità di smaltire lo stress e le fatiche provocate dal New Jersey Syndicate Tour, allo scopo di non scatenare ancora altri malumori all'interno del gruppo e, dunque, correre il rischio di un eventuale scioglimento definitivo della band. Tra l'altro, in quel periodo, i mass media stavano continuando ancora di più a dare per certa un'imminente separazione dei Bon Jovi.
Nel 1990 Jon Bon Jovi registrò il suo primo album da solista, dal titolo Blaze of Glory, che fu la colonna sonora del film Young Guns II - La leggenda di Billy the Kid. Dopo essere stato inizialmente contatto dal suo amico Emilio Estevez, che gli chiese di prestargli l'ormai celebre Wanted Dead or Alive come colonna sonora per l'imminente seguito di Young Guns - Giovani pistole, Jon pensò che sarebbe stato meglio comporre un tema tutto nuovo per il film, e così consegnò a Estevez il suo primo album da solista (appunto Blaze of Glory). Il disco fu caratterizzato dalla partecipazione di ospiti di alto profilo, quali Elton John, Little Richard, e Jeff Beck. Blaze of Glory tutto sommato ebbe anche buon successo commerciale e di critica, anche se mai minimamente paragonabile agli elevati livelli ottenuti dai suoi precedenti due lavori con i Bon Jovi, e l'album riuscì a raggiungere la prima posizione nelle classifiche degli Stati Uniti, dove fu premiato con due dischi di platino. La canzone omonima, che fu estratta come singolo e di cui fu anche prodotto un videoclip contenente immagini dello stesso Young Guns II, ricevette un Golden Globe e una candidatura come migliore canzone agli Oscar del 1991, piazzandosi seconda nella graduatoria generale dietro solo a Sooner or Later (I Always Get My Man) di Stephen Sondheim (prodotta per il film Dick Tracy).
Nel 1991, invece, fu il turno dell'album da solista di Richie Sambora, Stranger in This Town, disco dalle tonalità blues al quale collaborarono anche Tico Torres e David Bryan. L'album vede anche la partecipazione di Eric Clapton nella settima traccia, Mr. Bluesman. Lo stesso anno, David Bryan registrò alcuni brani per diverse opere teatrali, anche se decise di non pubblicare nessun album da solista (il suo primo lavoro, On a Full Moon, vedrà la luce solo quattro anni dopo). Bryan stava attraversando un momento piuttosto difficile, dal momento che era stato ricoverato da poco in ospedale a causa di una malattia procuratagli da un parassita sudamericano. Come se non bastasse, nello stesso periodo, Alec John Such ebbe una brutta caduta mentre era sulla sua moto, subendo un danno permanente al muscolo della mano destra, e fu così costretto ad adottare una nuova tecnica che gli avrebbe consentito di tornare a suonare correttamente il suo basso.
Intanto, Jon Bon Jovi decise di licenziare quello che era stato il suo manager per tanto tempo, Doc McGhee, pare a causa di delusioni con il mondo della musica, nonostante tutti i recenti successi ottenuti dal cantante anche da solista. Jon creò così il suo personale "Bon Jovi Management", che gli avrebbe consentito anche un ruolo maggiore e con più responsabilità all'interno dei Bon Jovi.
Nell'ottobre del 1991, i membri del gruppo si riunirono tutti insieme per la prima volta dopo quasi due anni, sull'isola isola caraibica di Saint Thomas, allo scopo di discutere i piani per il futuro. Qui vennero risolte tutte le varie divergenze che si erano create all'interno della band durante il New Jersey Syndicate Tour, e si decise di interrompere la pausa per ritornare a registrare un nuovo album. I Bon Jovi, dunque, si recarono ai Little Mountain Sound Studios di Vancouver in Canada, gli stessi in cui avevano già registrato Slippery When Wet nel 1986, e cominciarono le sessioni per il nuovo disco, che richiesero diversi mesi.

### Keep the Faith: svolta radicale (1992-1993)
Il quinto album in studio del gruppo, Keep the Faith, fu pubblicato nel novembre del 1992. Per promuovere il disco, i Bon Jovi decisero di fare una sorta di "ritorno alle origini", prendendo parte ad alcuni concerti in piccoli club del New Jersey, ricordando così gli inizi della loro carriera. Nello stesso periodo, inoltre, il gruppo registrò un nuovo concerto per MTV, che fu poi messo in commercio nel 1993 con il nome di Keep the Faith: An Evening with Bon Jovi.
Dall'album furono estratti sei singoli di successo a livello internazionale, vendendo oltre nove milioni di copie in tutto il mondo. Il sound dei Bon Jovi era maturato rispetto allo sonorità tipiche degli album precedenti, così come anche l'immagine cambiò, adottando uno stile più sobrio e immediato. La title track dell'album fu il primo singolo ad essere estratto, seguito dalla ballata Bed of Roses, che riscossero un buon successo negli Stati Uniti.
Per segnare l'inizio della nuova fase della band, i Bon Jovi intrapresero un tour internazionale facendo tappa in paesi che non avevano mai visitato prima. Nel Keep The Faith Tour in totale tennero 177 concerti in 38 paesi tra America, Europa, Asia e Australia.

### Cross RoadeThese Days(1994-1996)

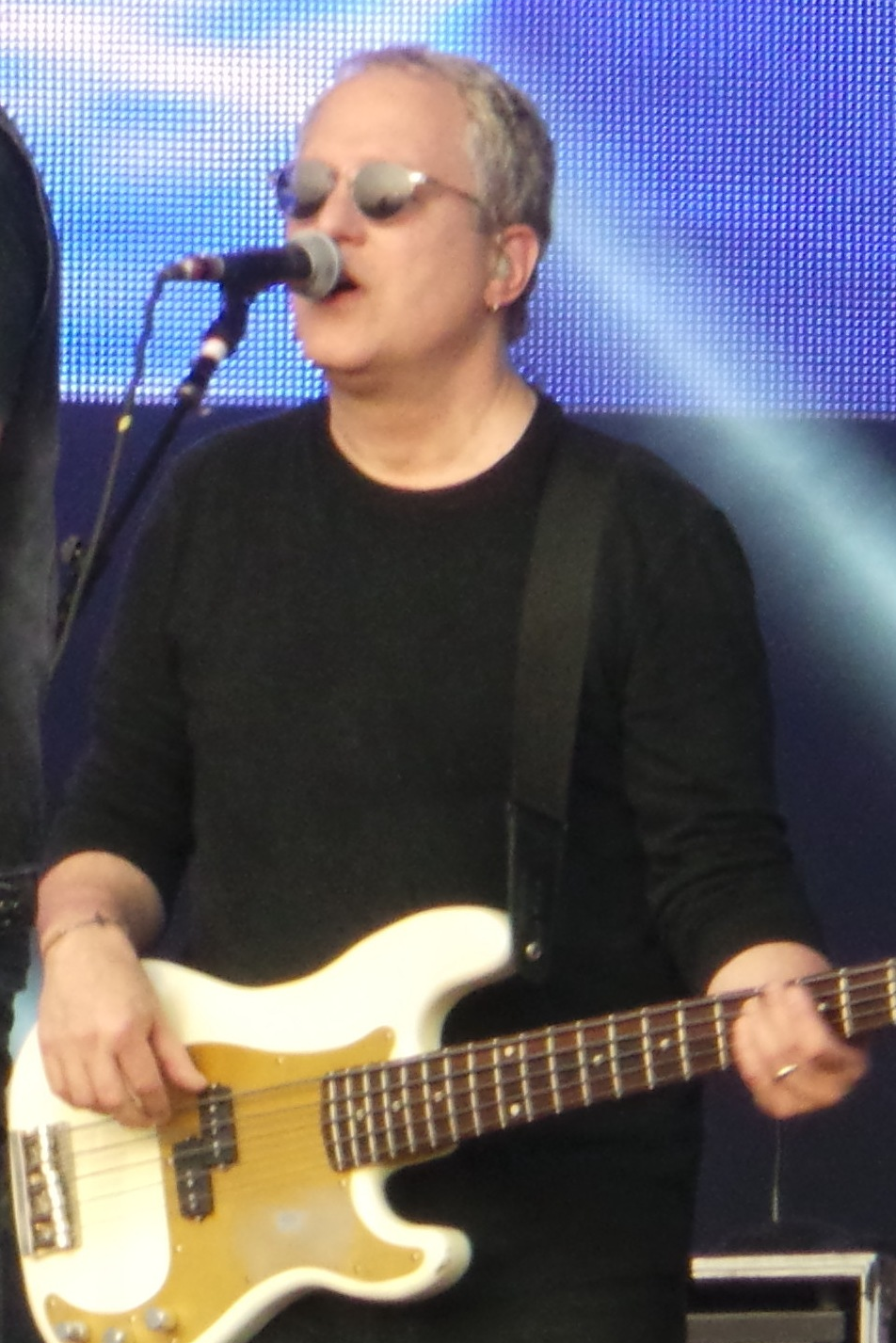
Hugh McDonald

Nei primi mesi del 1994, la canzone Good Guys Don't Always Wear White (che successivamente farà parte del box-set 100,000,000 Bon Jovi Fans Can't Be Wrong del 2004) venne inserita nella colonna sonora del film Sonny & Pepper: Due irresistibili cowboy. In quel periodo, la band l'eseguì anche dal vivo durante gli MTV Movie Awards, ma nonostante ciò la traccia non fu mai pubblicata come singolo, e neanche inserita in nessun album d'inediti.
Nell'ottobre dello stesso anno, i Bon Jovi pubblicarono il loro primo greatest hits, intitolato Cross Road, contenente anche due nuovi brani: Always e Someday I'll Be Saturday Night. Il primo, che fu estratto come primo singolo dal disco, fu un importante successo commerciale, dato che riuscì a piazzarsi al primo posto di quasi tutte le classifiche europee, e trascorse ben sei mesi nella top 10 della Billboard Hot 100 negli Stati Uniti. In totale, Always vendette circa quattro milioni di copie nel mondo, diventando il singolo dei Bon Jovi più venduto di sempre. Trainato soprattutto da questo successo, Cross Road raggiunse immediatamente la prima posizione in diverse classifiche, arrivando a vendere circa 20 milioni di copie nel mondo (questi dati portarono la raccolta a diventare il disco del gruppo più venduto di tutti dai tempi di Slippery When Wet). A coronamento di questo periodo di successo, i Bon Jovi vennero premiati come "Best Selling Rock Band" ai World Music Awards di quell'anno.
Ad inizio 1995, poco prima che iniziassero le registrazioni per il nuovo disco, il bassista Alec John Such decise improvvisamente di lasciare il gruppo. La scelta del sostituto cadde sulla persona più vicina a Jon e alla band in quel momento: Hugh McDonald, che aveva già suonato il basso nella formazione del gruppo che incise Runaway. Era la prima volta dall'uscita del loro primo album che i Bon Jovi cambiavano un membro del gruppo. Jon Bon Jovi commentò così riguardo all'abbandono di Such:
Il sesto album in studio dei Bon Jovi, These Days, venne pubblicato nel giugno dello stesso anno, e fu il primo ad essere messo in commercio dopo l'abbandono di Alec John Such. La risposta dei critici al disco fu simile a quella che aveva già ricevuto il precedente Keep the Faith, dato che questi osservarono come il gruppo stava continuando a maturare e a esplorare diversi generi musicali, mantenendo comunque i loro caratteristico stile.
Jon Bon Jovi successivamente dichiarò come nonostante These Days sia stato tra i loro album più "dark" e introspettivi nei testi, in quel periodo regnava una certa allegria all'interno della band. Il primo singolo a essere estratto dal disco fu This Ain't a Love Song, che fu accompagnato da un videoclip esotico girato in Thailandia, e divenne un altro grande successo in tutto il mondo. Questa fu l'unica hit di These Days a piazzarsi nella top 20 delle classifiche negli USA, risultato non raggiunto dai successivi quattro singoli pubblicati dall'album: Something for the Pain, Lie to Me, l'omonimo These Days, e Hey God. Tuttavia, questi riuscirono ad avere buoni piazzamenti nel resto dell'Europa, soprattutto nel Regno Unito.
In quel periodo, i Bon Jovi ricevettero il premio di "Miglior artista rock" agli MTV Europe Music Awards, oltre che alla nomina di "Miglior gruppo internazionale" ai BRIT Award del 1996.
Poco dopo, partirono con il These Days Tour, che ebbe inizio in India e toccò diverse parti del mondo, tra cui (per la prima volta nella storia della band) anche il Sudafrica. Il culmine della tournée si ebbe nel giugno del 1995, quando il gruppo fece il tutto esaurito per tre storiche serate consecutive al vecchio Wembley Stadium di Londra in Inghilterra. L'ultima di queste tre date, quella del 25 giugno, fu ripresa e documentata nella registrazione Live from London, che fu messa in commercio quello stesso anno. Durante le tre esibizioni a Wembley accorsero in totale circa 225.000 persone (una media di 75.000 spettatori presenti a serata).Si tratta della seconda maggiore affluenza mai registrata nel vecchio stadio Londinese, dopo le 4 serate sold out dell'Invisible touch tour dei Genesis del 1987, che portarono nell'impianto 288.000 spettatori

### Nuova pausa (1997-1999)
Dopo il successo del These Days Tour, i membri dei Bon Jovi decisero di prendersi una pausa per la seconda volta. Ma a differenza del periodo successivo al New Jersey Syndicate Tour, contaminato da varie incertezze all'interno del gruppo, questo periodo di riflessione fu una scelta consapevole e concordata da parte di tutti i membri della band.
In quel periodo, Jon Bon Jovi fu molto preso dalla sua attività di attore. Tra il 1997 e il 1998, infatti, apparve in diversi film. Pubblicò inoltre, anche il suo secondo album da solista, Destination Anywhere. Del disco fu registrato anche un breve filmato omonimo diretto da Mark Pellington, interamente basato sulle canzoni del CD e interpretato dallo stesso Jon Bon Jovi, Demi Moore, Kevin Bacon, e Whoopi Goldberg.
Intanto, Tico Torres sfruttò il momento di pausa del gruppo per dedicarsi alla sua grande passione per la pittura, mentre David Bryan e Richie Sambora, come Jon Bon Jovi, pubblicarono i loro secondi album da solisti, rispettivamente Lunar Eclipse e Undiscovered Soul.
Dopo la breve pausa, i Bon Jovi si riunirono nel 1999 per registrare il brano Real Life, che fu pubblicato come singolo, per il film EdTV diretto da Ron Howard. David Bryan, però, fu l'unico membro del gruppo a non poter prendere parte alle registrazioni della canzone, poiché in quel periodo si stava riabilitando da un incidente.

### CrusheOne Wild Night Live 1985-2001: nuova generazione di fan (2000–2001)

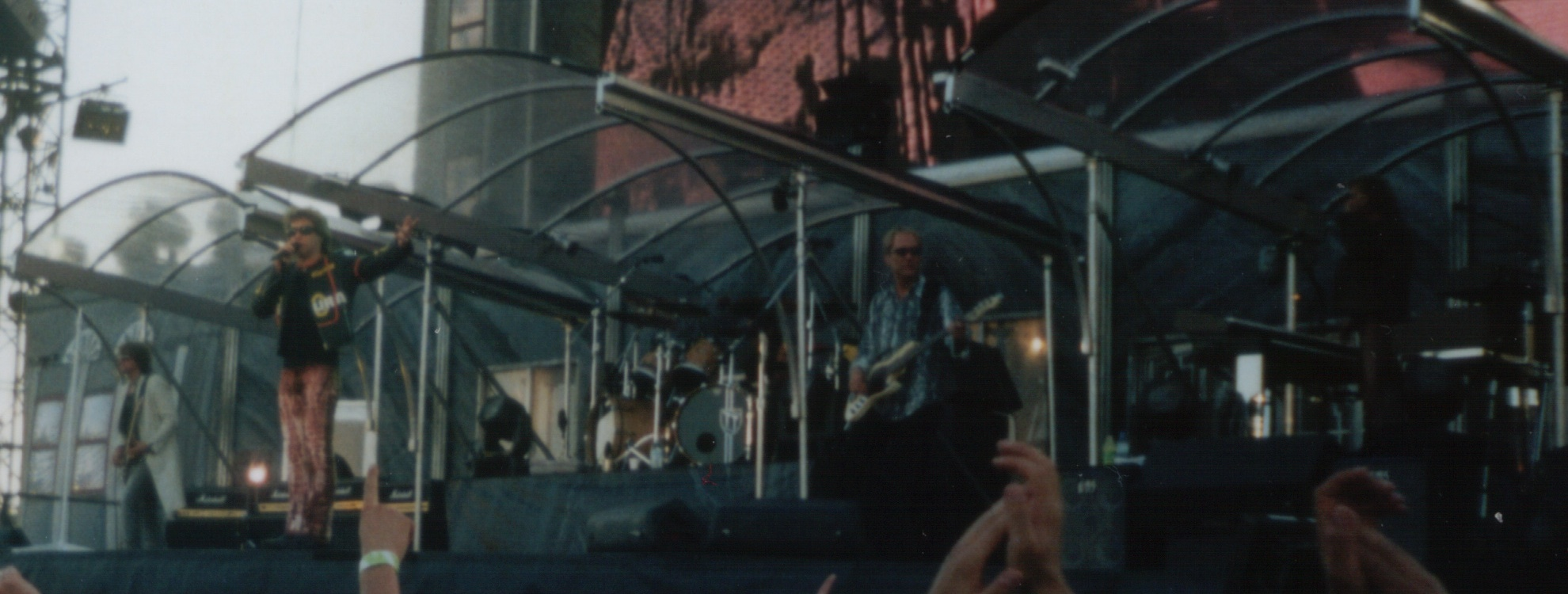
I Bon Jovi in concerto a Stoccarda durante il One Wild Night Tour nel 2001

Verso l'inizio del 2000, i Bon Jovi iniziarono le registrazioni per il loro settimo album in studio. Intanto, il gruppo aveva cambiato etichetta discografica, passando dalla Mercury alla Island Records. Il nuovo disco, che venne chiamato Crush dopo una lunga selezione di vari nomi, fu pubblicato nel giugno dello stesso anno. L'album ottenne grande consenso di vendite in Europa, ma soprattutto riportò i Bon Jovi al successo anche negli USA, dove i due precedenti dischi non erano stati accolti molto bene, permettendo a Crush di risultare l'album del gruppo con maggiore successo in tale continente dai tempi di New Jersey. Inoltre, il disco arrivò a vendere oltre 10 milioni di copie nel mondo, e permise ai Bon Jovi di farsi conoscere anche da un pubblico più giovane, creando una loro nuova generazione di fan. Questi ottimi risultati di Crush furono in larga parte dovuti al singolo di lancio It's My Life, canzone scritta insieme al famoso produttore svedese Max Martin, che rimase per più di cinque mesi nella top 3 di diverse classifiche in molti paesi. Il videoclip del brano fu premiato da VH1 come "Miglior video dell'anno". Buon successo ottennero anche i due successivi singoli estratti dall'album, ovvero Say It Isn't So e Thank You for Loving Me.
Successivamente, i Bon Jovi partirono nuovamente in tournée con il Crush Tour, che ebbe inizio nell'estate del 2000.
Inizialmente, il tour prevedeva circa 60 date, ma l'improvvisa ri-crescita di popolarità del gruppo moltiplicò le richieste di concerti, e così la band rimase in giro per il mondo fino alla metà del 2001, organizzando un'altra tournée chiamata One Wild Night Tour. Durante il Crush Tour, i Bon Jovi tornano a suonare al vecchio Wembley Stadium di Londra, in due serate in cui passano nuovamente alla storia per essere stati l'ultimo gruppo a esibirsi in tale stadio prima della sua demolizione.
Una delle date del tour, quella del 30 agosto 2000 al Stadio Letzigrund di Zurigo, venne registrata e pubblicata lo stesso anno in un DVD intitolato The Crush Tour.
Durante il tour, il gruppo pubblicò il suo primo album live in carriera, intitolato One Wild Night Live 1985-2001, una raccolta di varie performance dal vivo della band durante la sua carriera. I brani del disco furono presi da alcuni archivi contenenti materiale registrato dai Bon Jovi, che il gruppo aveva raccolto nel corso degli anni.
Finito il One Wild Night Tour, i membri della band decisero inizialmente di prendersi una breve vacanza prima dell'inizio delle registrazioni del loro ottavo album in studio.
Gli attentati dell'11 settembre 2001, però, cambiarono tutto: pochi giorni dopo gli atti terroristici, infatti, Jon Bon Jovi e Richie Sambora iniziarono a prendere parte a varie campagne benefiche, allo scopo di aiutare le famiglie rimaste vittime della strage del World Trade Center. Tra queste, va sicuramente citato il concerto benefico America: A Tribute to Heroes, svoltosi il 21 settembre 2001 e pubblicato il 4 dicembre dello stesso anno, in cui i Bon Jovi si esibirono suonando Livin' on a Prayer.

### Bounce,This Left Feels Righte100,000,000 Bon Jovi Fans Can't Be Wrong(2002–2004)
Verso la metà del 2002, il gruppo iniziò le registrazioni del loro programmato ottavo album in studio, che fu pubblicato verso la fine dell'anno con il nome Bounce. Questo titolo è un riferimento non solo a New York e alla sua capacità di riprendersi dagli attentati dell'11 settembre 2001, ma anche alla bravura dei Bon Jovi di aver saputo appunto "rimbalzare" (traduzione in italiano di "Bounce") nel corso degli anni. Il nuovo disco, però, non riuscì a bissare il successo del precedente Crush, venendo abbastanza criticato dai critici, che accusarono particolarmente il gruppo di essere troppo stereotipa. Da segnalare, però, Bounce riportò i Bon Jovi al successo negli USA, dove i tre precedenti album in studio non erano stati accolti molto bene, raggiungendo il secondo posto della Billboard 200. Quattro furono i singoli estratti dal disco: Everyday, Misunderstood, All About Lovin' You, e l'omonimo Bounce.
La promozione dell'album fu accompagnata dal Bounce Tour, che finì nell'agosto del 2003. Dopo la conclusione della tournée, i Bon Jovi tornarono in studio per registrare il loro nono album, This Left Feels Right, che fu pubblicato nel novembre dello stesso anno. Questo inizialmente avrebbe dovuto contenere diversi brani eseguiti dal vivo in versione acustica, ma il gruppo finì per ri-scrivere, ri-registrare e reinventare dodici dei suoi più grandi successi in una luce diversa. Di This Left Feels Right fu pubblicato anche un DVD intitolato This Left Feels Right Live
L'anno seguente, nel 2004, i Bon Jovi pubblicano un box-set intitolato 100,000,000 Bon Jovi Fans Can't Be Wrong. Il cofanetto fu composto da quattro CD contenenti ben 38 inediti e 12 brani rari, così come un DVD. Grazie a questa raccolta, i Bon Jovi riuscirono a tagliare il traguardo dei 100 milioni di dischi venduti complessivamente in carriera, commemorando così anche il 20º anniversario dalla pubblicazione del loro album di debutto, Bon Jovi.

### Have a Nice Day(2005-2006)

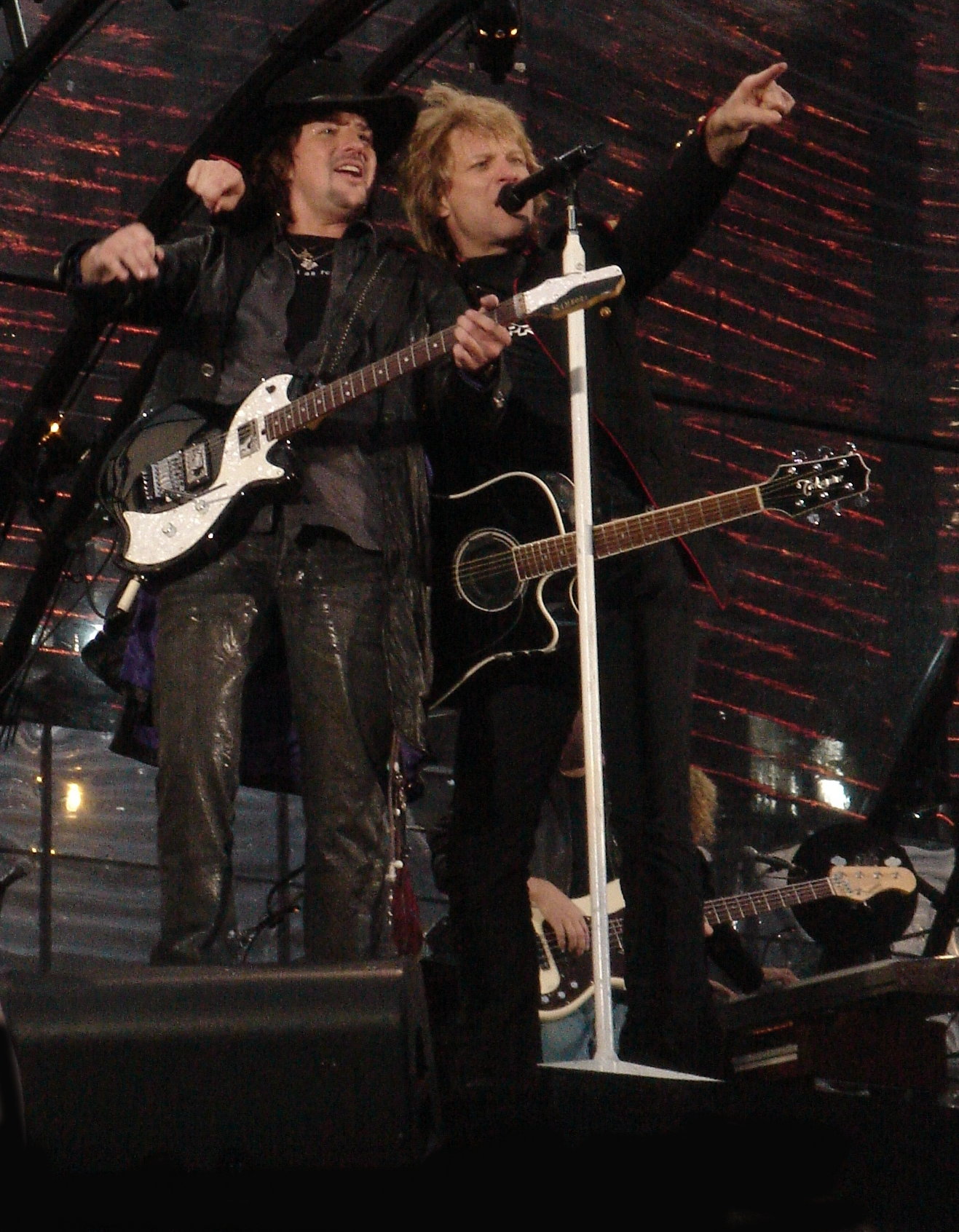
Jon Bon Jovi e Richie Sambora a Dublino nel 2006 durante il Have a Nice DayTour

Il 2 luglio 2005 i Bon Jovi parteciparono al Live 8, manifestazione musicale organizzata a scopo benefico, dove suonarono Livin' on a Prayer, It's My Life e un nuovo brano, Have a Nice Day. Questa canzone fu il primo singolo estratto dal decimo album in studio del gruppo, chiamato proprio Have a Nice Day, che fu pubblicato nel settembre dello stesso anno. Il disco vendette 202 000 copie nella sua prima settimana di messa in vendita, e debuttò alla posizione numero 2 della Billboard 200, diventando l'album dei Bon Jovi venduto più velocemente di sempre. Il secondo singolo estratto fu Who Says You Can't Go Home, messo in vendita negli Stati Uniti a inizio 2006. Proprio in tale nazione fu pubblicata un'altra versione del brano, eseguita dai Bon Jovi insieme a Jennifer Nettles, cantante delle Sugarland. Il terzo e ultimo singolo estratto, invece, fu
Welcome to Wherever You Are.
Poco dopo la pubblicazione di Have a Nice Day, la band inaugurò il nuovo tour mondiale per il biennio 2005-2006, l'Have a Nice Day Tour. La tournée vide i Bon Jovi suonare in 75 date, decisamente di meno rispetto a quelle dei precedenti tour del gruppo. Nonostante ciò, fu un significativo successo commerciale, portando la band a suonare davanti a un totale di più di due milioni di fan, e incassando complessivamente 191 milioni di dollari. L'Have a Nice Day Tour fu la terza tournée di maggiore incasso del 2006, preceduta dal 'A Bigger Bang World Tour dei Rolling Stones e dal Confessions Tour di Madonna e davanti al Vertigo Tour degli U2. Intanto, per l'11 giugno 2006 era stata fissata la data di apertura del nuovo Wembley Stadium, e quel giorno nello stadio si sarebbero dovuti esibire proprio i Bon Jovi; a causa di ritardi nei lavori, però, la band fu costretta ad annullare la data, e l'onore di inaugurare il nuovo impianto fu dato a George Michael nel giugno del 2007
Il 14 novembre 2006, i Bon Jovi furono introdotti nella UK Music Hall of Fame, insieme a James Brown e ai Led Zeppelin.

### Lost Highway(2007)

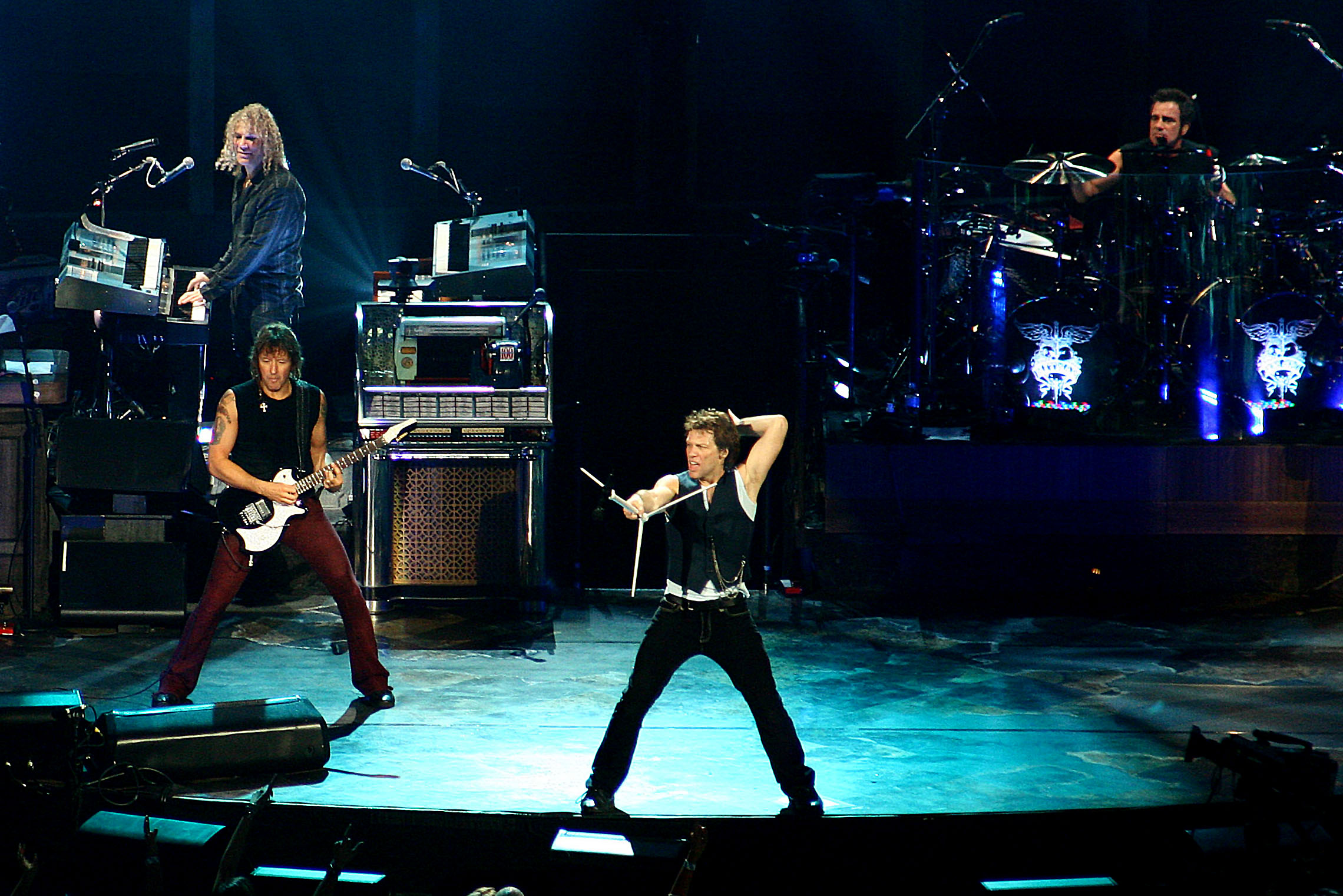
I Bon Jovi dal vivo a Montréal nel 2007 durante il Lost Highway Tour

Nel giugno del 2007, i Bon Jovi pubblicarono il loro undicesimo album in studio, Lost Highway, disco dalla influenze decisamente country. Per promuovere il nuovo lavoro il gruppo fece diverse apparizioni televisive in quel periodo, prendendo parte ad American Idol, a un nuovo MTV Unplugged e al concerto Live Earth di New York. Lost Highway ottenne buon successo, raggiungendo il primo posto nelle classifiche di diversi paesi. Dall'album furono estratti quattro singoli: l'omonimo Lost Highway, Till We Ain't Strangers Anymore (featuring Lee Ann Rimes), (You Want to) Make a Memory, e Whole Lot of Leavin'. Per promuovere l'album, inoltre, la band ha tenuto un concerto a Chicago davanti a circa 400 spettatori, dove ha suonato l'intero disco più tre brani dagli album precedenti: It's My Life, Who Says You Can't Go Home e Wanted Dead or Alive. L'esibizione è stata filmata e pubblicata in DVD con il titolo Lost Highway: The Concert.
Nell'ottobre del 2007 la band annunciò la partenza del Lost Highway Tour, che partì verso la fine dell'anno per concludersi nell'estate del 2008. La tournée fu quella dal maggiore incasso dello stesso anno, con un totale di 2.157.675 biglietti venduti. Per questi vari motivi, ancora oggi il Lost Highway Tour è per i Bon Jovi la loro tournée più proficua di sempre. Da segnalare, inoltre, che durante il tour il gruppo si esibì al Royal Variety Performance di Liverpool davanti alla regina Elisabetta, e fu la prima band statunitense a potersi fregiare di questo onore. Dal Lost Highway Tour fu pubblicata una registrazione: Live at Madison Square Garden (pubblicata in DVD e Blu-Ray nel 2009).

### The Circle(2009)
Nell'aprile 2009 viene presentato in anteprima al Tribeca Film Festival di New York un documentario diretto da Phil Griffin girato durante il Lost Highway Tour, dal titolo When We Were Beautiful. L'omonimo libro viene messo in vendita il 27 ottobre 2009.
Il 18 giugno 2009 Jon Bon Jovi e Richie Sambora sono stati inseriti nella Songwriters Hall Of Fame.
Nel giugno 2009 Jon Bon Jovi e Richie Sambora registrano insieme al cantante iraniano Andy Madaidan una nuova versione del classico di Ben E. King Stand by Me, come gesto di solidarietà verso la popolazione iraniana in seguito agli scontri seguiti alle elezioni presidenziali.
Il 17 agosto 2009 debutta in radio il nuovo singolo We Weren't Born to Follow, che otterrà anche una nomination ai Grammy Awards. Il dodicesimo album in studio della band, The Circle, viene pubblicato nel novembre 2009. L'album debutta al primo posto nella classifica americana di Billboard, dando alla band il secondo album consecutivo al numero 1, cosa che non succedeva da più di 20 anni con l'accoppiata Slippery When Wet-New Jersey. The Circle, prodotto da John Shanks e co-prodotto da Bon Jovi e Sambora, è stato seguito da un nuovo tour mondiale, The Circle Tour, iniziato al Neal S. Blaisdell Center di Honolulu l'11 febbraio 2010, e conclusosi al Sydney Football Stadium di Sydney il 19 dicembre dello stesso anno.
Il 9 novembre 2009 i Bon Jovi si esibiscono all'interno dell'imponente manifestazione internazionale organizzata a Berlino per l'anniversario dei 20 anni dalla caduta del Muro, eseguendo We Weren't Born to Follow in una splendida cornice con alle spalle l'imponente Porta di Brandeburgo.
Nel gennaio 2010, dopo aver pubblicato il secondo singolo estratto da The Circle, Superman Tonight, la band si esibisce per la prima volta nella sua storia alla prestigiosa cerimonia dei Grammy Awards, dove suona un medley di tre canzoni: We Weren't Born to Follow e, insieme a Jennifer Nettles, Who Says You Can't Go Home e Livin' on a Prayer, quest'ultima scelta dai fan attraverso un sondaggio online.
Il 7 giugno 2010 i Bon Jovi si sono esibiti sul tetto dell'O2 Arena di Londra per celebrare la residency di 12 concerti in quest'arena. La performance è stata trasmessa in diretta Tv e i fan hanno potuto seguirla dai maxischermi di Peninsula Square, di fronte all'arena.

### Greatest Hits(2010),Live 2011, una nuova pausa e i progetti solisti (2012)

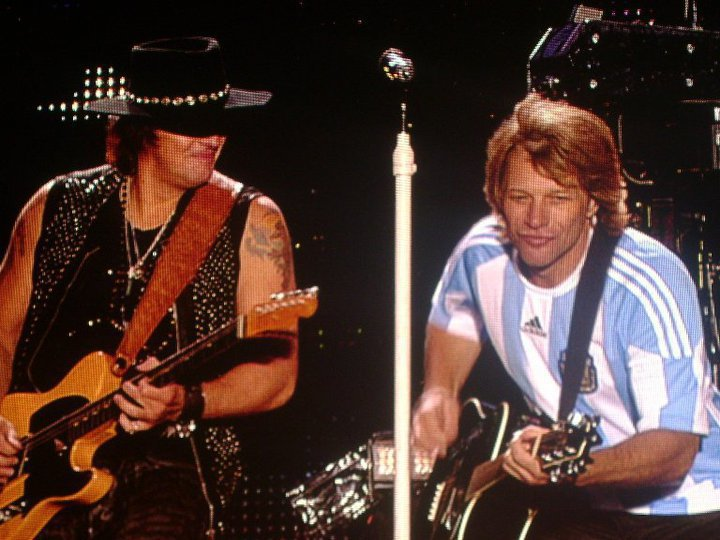
Richie Sambora e Jon Bon Jovi

La band pubblicò a novembre la raccolta Greatest Hits, in versione cd singolo e doppio. La raccolta venne anticipata dal singolo inedito What Do You Got?, pubblicato a settembre 2010.
Agli MTV Europe Music Awards 2010 la band ricevette il Global Icon Award, assegnato per la prima volta nella storia. Nello stesso anno i Bon Jovi vennero nominati per la Rock and Roll Hall of Fame del 2011, ma persero assieme a Beastie Boys, Chic, Donovan, The J. Geils Band, LL Cool J, Laura Nyro, Donna Summer, Joe Tex e Chuck Willis in favore di Alice Cooper Band, Neil Diamond, Dr. John, Darlene Love e Tom Waits.
Per promuovere la raccolta, il 9 febbraio 2011 al Bryce Jordan Center di University Park i Bon Jovi iniziarono il Live 2011, terminato il 31 luglio dello stesso anno al Parque da Bela Vista di Lisbona. Per quanto riguarda l'Italia, il tour fece tappa allo Stadio Friuli di Udine, dove il gruppo si esibì davanti ad un pubblico di 39 926 spettatori. Qui la band venne accolta da un'imponente coreografia organizzata dal Bon Jovi Club Italia e autofinanziata grazie al contributo di numerosi fan. Questa iniziativa stupì la band, che pertanto decise di allungare la scaletta inserendo pezzi non previsti, quali Lie to Me, These Days, Dry County, Always e I Love This Town. Il gruppo definì il concerto, sulla propria pagina di Facebook, come "uno degli spettacoli più memorabili che abbiamo mai tenuto in Europa". Negli ultimi 13 concerti della leg nordamericana del tour, Richie Sambora è stato sostituito da Phil X a causa del suo ricovero in una clinica di disintossicazione.
Il Tour si concluse a Lisbona e la band decise di prendersi una pausa, nella quale i componenti si dedicarono ai propri progetti solisti. Nel mese di settembre 2011 Richie Sambora iniziò a comporre il suo terzo disco solista, pubblicato circa un anno dopo, il 18 settembre 2012: Aftermath Of The Lowdown vide la luce a 14 anni di distanza dal precedente Undiscovered Soul ed è un disco incentrato sugli alti e i bassi della vita di Sambora nell'ultimo decennio. Seguì un breve tour solista chiamato Every Road Tour, che prese il nome dal singolo di lancio del disco, Every Road Leads Home To You.
Nel corso del 2012 Jon Bon Jovi iniziò a comporre nuovi brani. Alcuni furono scritti per il successivo disco dei Bon Jovi, mentre altri vennero composti per altri artisti, come per il duo Country Big & Rich. Due brani, invece, furono destinati alla colonna sonora del film Uomini di parola di Fisher Stevens, con Al Pacino e Christopher Walken: uno di essi si intitola Not Running Anymore ed è il brano di punta, candidato anche ai Golden Globe 2013 nella categoria "Miglior Brano Inedito".

### What About NoweBecause We Can - The Tour(2013)

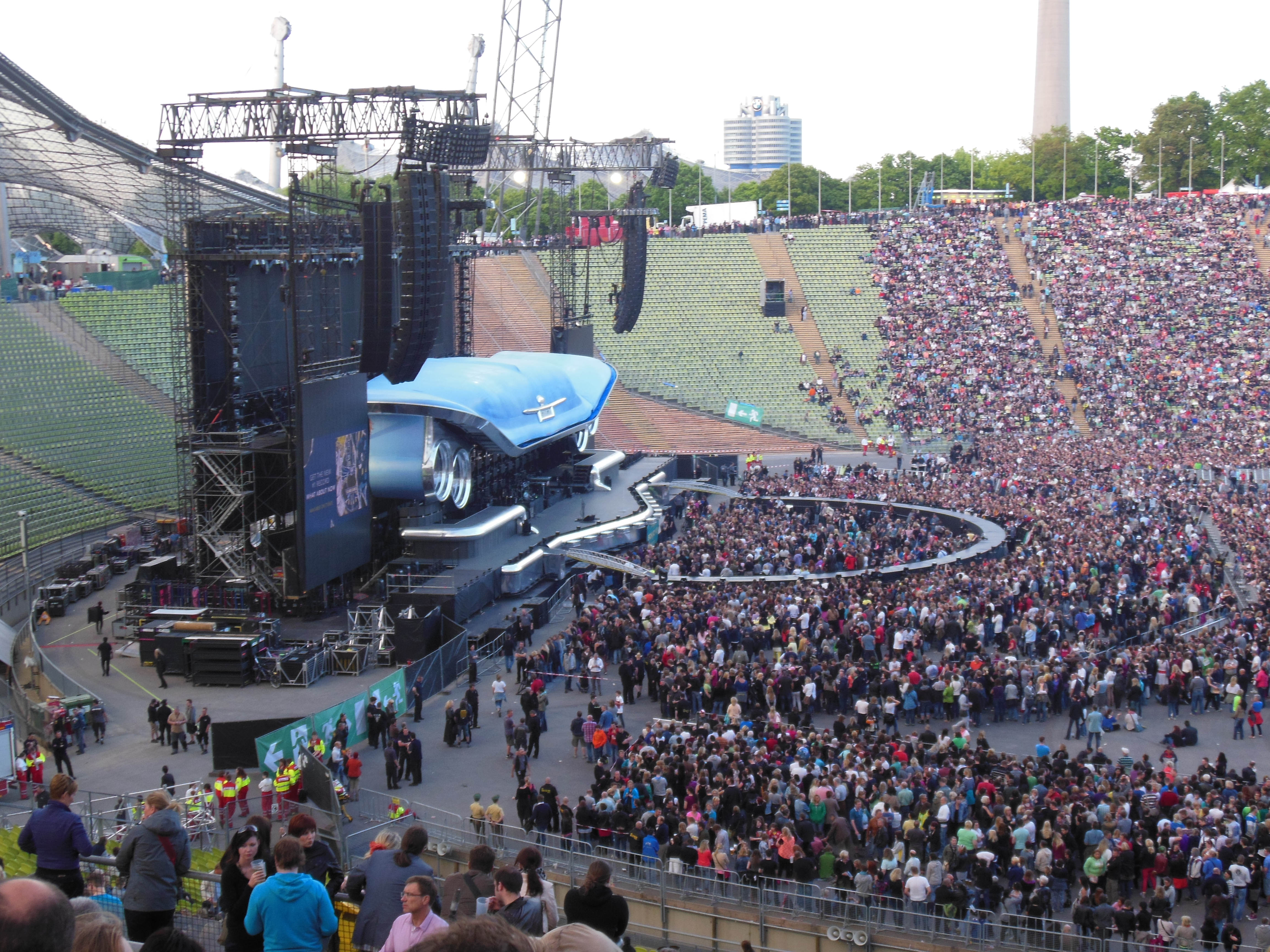
I Bon Jovi in concerto presso l'Olympiastadion di Monaco di Baviera, per il Because We Can (tour), nel maggio 2013.

Nel corso del 2012 Jon Bon Jovi scrisse nuovi brani con Richie Sambora, avvalendosi dell'aiuto di parolieri e cantautori come Desmond Child, Billy Falcon e John Shanks. Il nuovo disco dei Bon Jovi prese forma e a ottobre 2012 venne annunciato che sarebbe stato pubblicato a inizio 2013 con il titolo What About Now, anticipato dal singolo Because We Can in uscita il 7 gennaio 2013. Durante un concerto, Jon Bon Jovi annunciò che l'album sarebbe stato pubblicato a fine marzo 2013. Il 27 gennaio la band fu ospite della trasmissione Che tempo che fa condotta da Fabio Fazio, dove per l'occasione eseguì il singolo Because We Can. A febbraio venne pubblicato il secondo singolo, solamente per il mercato statunitense, ovvero What About Now. L'album debuttò in prima posizione negli USA, con 101 000 copie vendute nella prima settimana. What About Now diventò così il loro terzo album consecutivo a raggiungere la prima posizione in USA dopo The Circle e Lost Highway e il loro quinto in carriera. L'album totalizzò più di un milione di copie vendute in tutto il mondo, diventando disco d'oro in Gran Bretagna vendendo 100 000 copie. Il singolo iniziale diede anche il nome al nuovo tour mondiale, in partenza il 9 febbraio 2013 alla Mohegan Sun Arena di Uncasville.
L'album uscì l'8 marzo 2013 in Australia e Germania, l'11 nel Regno Unito, il 12 in Italia e negli Stati Uniti e il 13 in Giappone. A causa della tempesta battezzata "Nemo" che colpì la parte nord-orientale degli Stati Uniti, la data di apertura del Because We Can - The Tour alla Mohegan Sun Arena di Uncasville venne posticipata al 25 ottobre. Tuttavia il gruppo si esibì in un concerto gratuito per non deludere i fan che erano presenti sul posto da giorni. Dal 2 aprile 2013 fino al 25 dello stesso mese, ovvero nelle ultime 15 date nordamericane, Richie Sambora non prese parte dal tour per ragioni personali, venendo sostituito dal chitarrista Phil X. Il 30 aprile, sul sito ufficiale della band, venne annunciato che Sambora sarebbe stato assente anche nelle date sudafricane e europee.

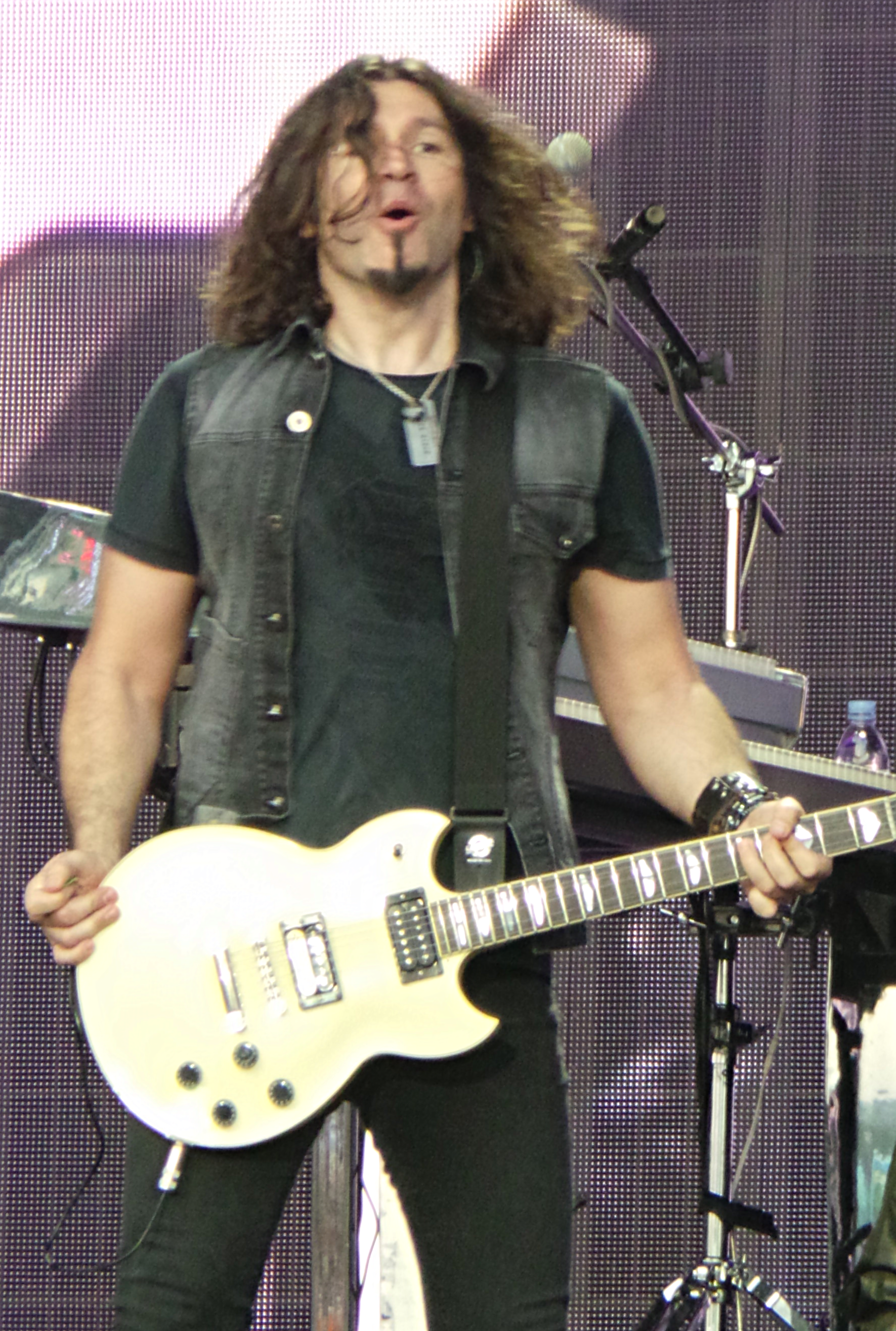
Phil X, in tour con i Bon Jovi nel 2013

Per quanto riguarda l'Italia, il Because We Can - The Tour fece tappa il 29 giugno dello stesso anno allo Stadio Giuseppe Meazza di Milano, davanti a 51.500 spettatori. In questa occasione il fan club italiano ripropose la coreografia che aveva caratterizzato il precedente concerto del 2011 a Udine.
Il tour mondiale risulta il più seguito del 2013. II 17 dicembre 2013 ultima data al Suncorp Stadium di Brisbane, trasmessa in diretta streaming sul sito dei Bon Jovi. 

### 2014 - Sambora lascia la band

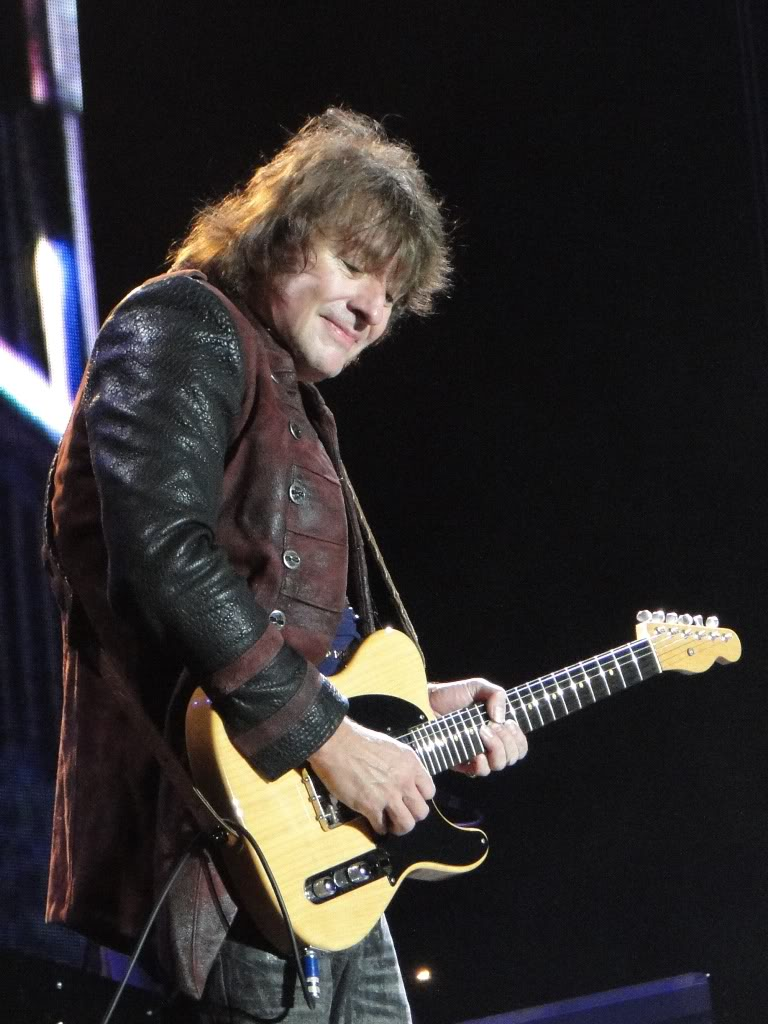
Richie Sambora, è stato il chitarrista dei Bon Jovi dalla formazione del gruppo nel 1983 fino al 2014.

Dopo diversi mesi, Richie Sambora ha così spiegato il suo allontanamento dalla band durante il Because We Can Tour:
Il 13 novembre 2014, Jon Bon Jovi conferma l'uscita di Richie Sambora dal gruppo, il quale ha lasciato la band per dedicarsi esclusivamente alla sua carriera solista.
(Jon Bon Jovi durante l'ultimo concerto del Because We Can Tour)
Richie Sambora ha ripreso la sua carriera da solista e ha annunciato che stava preparando un nuovo album, oltre a un tour da solista. Il chitarrista ha partecipato alla jam session organizzata da Steven Tyler per festeggiare il nuovo anno nel 2014; presenti nell'occasione anche artisti come Alice Cooper e Sammy Hagar. Lì conobbe Orianthi, una giovane chitarrista di talento che era in tour con Alice Cooper, e con la quale, secondo Sambora, si legò fin dal primo momento. Da quel momento in poi, entrambi hanno iniziato a lavorare insieme. A febbraio Sambora ha fatto un mini-tour in Australia e ha portato con sé Orianthi. Sambora ha elogiato la giovane donna, di cui ha affermato che ha cantato e composto molto bene, e l'ha persino considerata una chitarrista migliore di lui. Poco dopo, Orianthi ha rivelato che avrebbe lavorato con Sambora alla composizione del suo nuovo album.
Sambora ha effettuato un mini tour in Europa a giugno e luglio, con Orianthi nella band, dove si è esibito in paesi come Regno Unito, Germania, Francia, Paesi Bassi e Scozia.

### 2015 - Burning Bridges e il mini tour internazionale
A gennaio la band ha annunciato l'uscita, per il 21 agosto 2015 (in Italia sarà disponibile dal 28 agosto nei negozi), di "Burning Bridges": dieci pezzi, fra nuove tracce, outtakes e brani rari che vedono ancora Sambora come songrwiter. I singoli di lancio sono la nuova "We don't run" (scritta da Jon Bon Jovi e dal produttore John Shanks, che si occupa anche delle chitarre) e “Saturday Night Gave Me Sunday Morning”, una outtake scritta da Jon Bon Jovi, Sambora e Shanks.
Un "fan album" che accompagnerà un mini tour asiatico intitolato Bon Jovi Live! con tappe, tra settembre e ottobre 2015, in Indonesia, Cina, Singapore, Malesia, Corea del Sud, Taiwan, Abu Dhabi e Israele (il 3 ottobre, all'Hayarkon Park di Tel Aviv)

### 2016 - This House Is Not For Sale

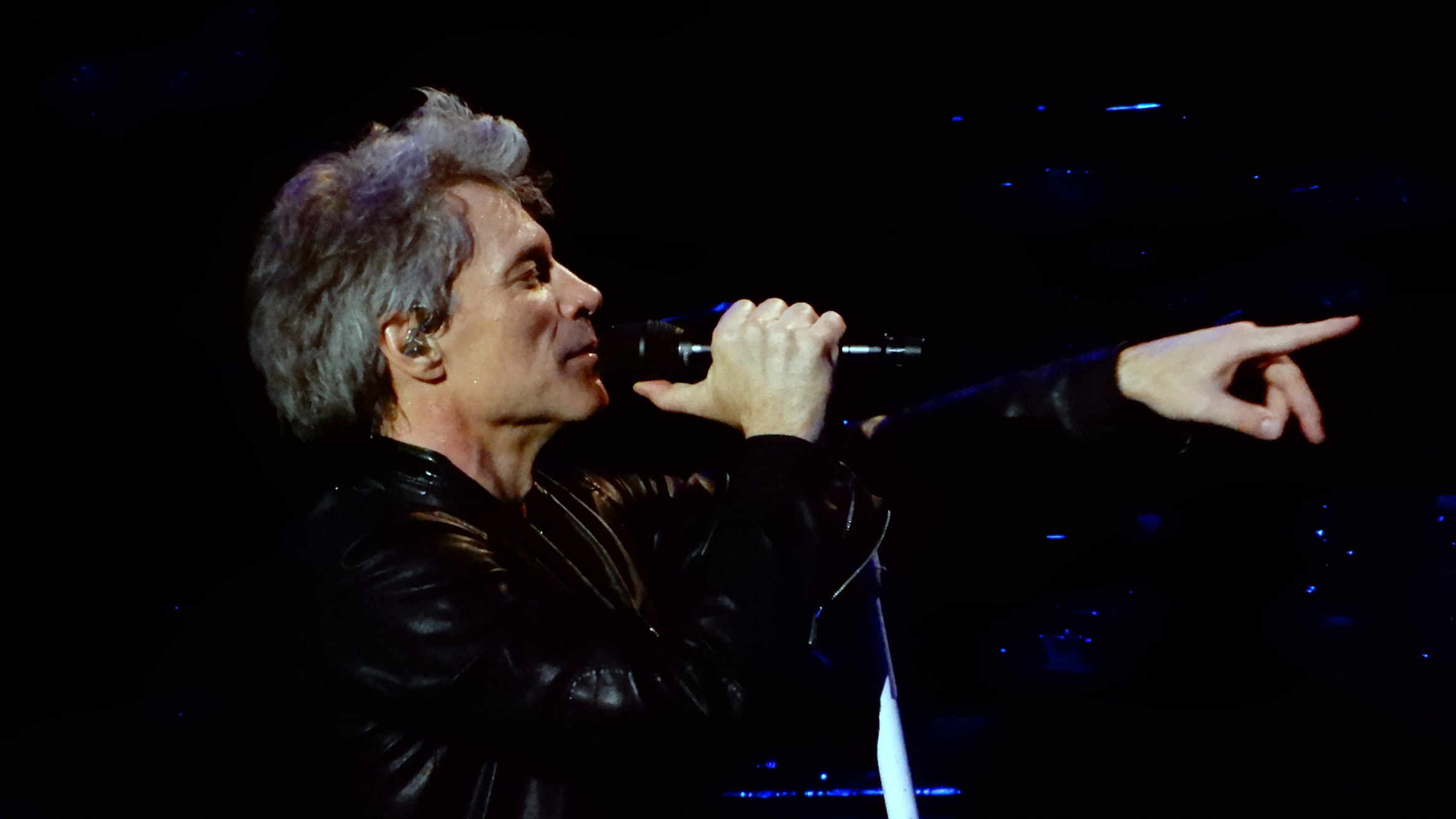
Bon Jovi al Madison Square Garden nel 2017

Il "vero" nuovo album di inediti, intitolato This House Is Not for Sale, viene pubblicato nell'ottobre 2016.
Il disco è anticipato dal singolo omonimo, pubblicato nel mese di agosto dello stesso anno. Secondo Jon Bon Jovi l'album vuole descrivere l'integrità della band nel corso degli anni ed è primo album a cui non ha collaborato lo storico chitarrista della band Richie Sambora, il primo a cui ha collaborato il chitarrista canadese Phil X ed il primo in cui non compare il songwriter Desmond Child come coautore. Contestualmente il chitarrista Phil X viene ufficializzato come membro stabile della band, assieme a Hugh McDonald, dal 1994 accreditato solo come turnista.
Il 23 febbraio 2018 è stata pubblicata una riedizione dell'album contenente due tracce inedite: When We Were Us e Walls, rientrando per la seconda volta al primo posto della Billboard 200, beneficiando della sua vendita associata a quella dei biglietti del tour che toccherà gli Stati Uniti durante il 2018 e l'Europa nel corso del 2019.

### 2018 - Rock And Roll Hall Of Fame
Nel 2018 la band è stata introdotta nella Rock and Roll Hall of Fame. L'esibizione, durante la cerimonia di premiazione, ha compreso quattro brani: You Give Love A Bad Name, It's My Life, When We Were Us, Livin' On A Prayer.
Trentaquattro anni dopo, con milioni di dischi venduti, una serie di album e singoli numero uno, tournée mondiali e fama internazionale, si potrebbe dire che il piano Bon Jovi era piuttosto buono.
In effetti, era dannatamente buono.»
(Robert Santelli)
Alla line up attuale del tour (compresi John Shanks alla seconda chitarra ed Everett Bradley alle percussioni ed ai cori come musicisti di supporto) si sono aggiunti gli ex membri storici Richie Sambora alla chitarra e Alec John Such al basso.

### Bon Jovi 2020 (2019-presente)
Il 9 marzo 2019, Jon Bon Jovi ha annunciato tramite i social media che la band è tornata in studio per registrare il quindicesimo album in studio della band, che uscirà nel 2020. Nell'agosto 2019, Jon Bon Jovi ha annunciato che il nuovo album si intitolerà Bon Jovi 2020, che sarà pubblicato nel maggio 2020.
A novembre 2019, hanno pubblicato il singolo Unbroken, scritta dai Bon Jovi per il documentario di Josh Aronson To be of service. Nel Gennaio 2020, hanno annunciato il 2020 Tour, a sostegno del loro album, che vedrà la band impegnata in 18 date nel nord America; il tour avrà come guest star l'artista canadese Bryan Adams. A causa della diffusione della Pandemia, Jon Bon Jovi ha deciso di posticipare l'uscita dell'album e di cancellare il Tour a supporto dell'album. Bon Jovi 2020 è stato pubblicato il 2 ottobre 2020. Il 7 gennaio 2022, la band ha annunciato un tour ad aprile. I critici e gli utenti dei social media hanno discusso della qualità delle performance vocali di Jon Bon Jovi durante il tour. Dalla fine del tour del 2022, Jon Bon Jovi non si è esibito né con Bon Jovi né con la sua band solista (Kings of Suburbia) per la loro serie di concerti "Runaway Tours". In una intervista rilasciata al Pollstar Live, Jon Bon Jovi ha fatto sapere che aveva un problema alle corde vocali, e ha effettuato un intervento di chirurgia ricostruttiva di medializzazione, al quale si è sottoposto nel giugno 2022, perché aveva una corda vocale atrofizzata.
Il 5 giugno 2022, la band ha annunciato la morte del membro fondatore Alec John Such, successivamente è stato rivelato che era morto per un attacco cardiaco.
Il 17 novembre 2023, la band ha pubblicato un singolo a tema natalizio chiamato "Christmas Is not Christmas". Questa è stata la prima uscita della band dal loro album del 2020, e un passaggio al loro nuovo album che uscirà nel 2024, hanno anche annunciato l'uscita del documentario dal titolo Thank You, Goodnight: The Bon Jovi Story, per i quaranta anni di carriera della band.
Il 14 marzo 2024, viene pubblicato Legendary, come primo singolo del nuovo album Forever.

## Stile musicale
Nel corso della sua carriera la band non è mai riuscita ad adottare il proprio genere musicale, ma si è adattata al suono di ogni epoca, pur ruotando sempre attorno al rock, per svariare nel corso della loro carriera dall'hard rock all'hair metal, dall'arena rock al pop rock e all'heavy metal. Durante i suoi primi anni di vita, negli anni ottanta, i Bon Jovi iniziarono come un gruppo vicino all'heavy metal, la loro musica era caratterizzata dall'essere hard rock con sfumature melodiche e potenti ballate (note come power ballad), a causa di questo e del loro modo di vestire i media li consideravano una band glam metal. Negli anni novanta, con l'uscita del loro album Keep the Faith nel 1992, lasciarono il suono glam e pubblicarono un album più vicino al rock 'n' roll classico, prendendo ispirazione dal suono di gruppi e artisti come Aerosmith, Bruce Springsteen o i Rolling Stones. Nel 1995, con il loro album These Days, adottarono un sound pop rock più in linea con lo stile del tempo. In questo lavoro sono state incluse molte ballate, sebbene contenesse anche alcune canzoni rock come Hey God.
Al loro ritorno nel 2000, con il loro album Crush, hanno nuovamente optato per un suono orientato al pop rock, fortemente influenzato dalle band contemporanee. Nel 2002, con Bounce, hanno sperimentato un suono più metal, combinando brani di hard rock, rock alternativo e rock melodico. Con Have a Nice Day hanno continuato nella linea dell'hard rock e heavy metal. Dal 2007 con Lost Highway hanno unito il country rock con il pop rock. Con The Circle, What About Now, This House Is Not for Sale e Bon Jovi 2020 si sono consolidati come gruppo pop rock.

## Formazione

### Formazione attuale
- Jon Bon Jovi - voce, chitarra ritmica acustica addizionale (1983-presente)
- David Bryan - pianoforte, tastiere, cori (1983-presente)
- Tico Torres - batteria, percussioni (1983-presente)
- Phil X - chitarra solista, talkbox, cori (2014-presente)
- Hugh McDonald - basso, cori (1994-presente)

### Ex componenti
- Dave Sabo - chitarra solista, cori (1983)
- Alec John Such - basso, cori (1983-1994) (deceduto nel 2022)
- Richie Sambora - chitarra solista, talkbox, cori (1983-2014)

Cronologia della formazione

## Discografia

### Album in studio
- 1984 – Bon Jovi
- 1985 – 7800° Fahrenheit
- 1986 – Slippery When Wet
- 1988 – New Jersey
- 1992 – Keep the Faith
- 1995 – These Days
- 2000 – Crush
- 2002 – Bounce
- 2005 – Have a Nice Day
- 2007 – Lost Highway
- 2009 – The Circle
- 2013 – What About Now
- 2015 – Burning Bridges
- 2016 – This House Is Not for Sale
- 2020 – 2020
- 2024 - Forever

### Album dal vivo
- 2001 – One Wild Night Live 1985-2001
- 2012 – Inside Out
- 2016 – This House Is Not for Sale: Live from the London Palladium

### Raccolte
- 1994 – Cross Road
- 2001 – Tokyo Road: Best of Bon Jovi
- 2003 - This Left Feels Right
- 2004 – 100,000,000 Bon Jovi Fans Can't Be Wrong
- 2010 – Greatest Hits

## Videografia

### Album video
- 1985 – Breakout: Video Singles
- 1987 – Slippery When Wet: The Videos
- 1989 – New Jersey: The Videos
- 1990 – Access All Areas: A Rock & Roll Odyssey
- 1993 – Keep the Faith: An Evening with Bon Jovi
- 1994 – Keep the Faith: The Videos
- 1994 – Cross Road: The Videos
- 1995 – Live from London
- 2001 – The Crush Tour
- 2004 – This Left Feels Right Live
- 2005 – Live from Atlantic City
- 2007 – Lost Highway: The Concert
- 2009 – Live at Madison Square Garden
- 2010 – The Circle Tour: Live from New Jersey
- 2010 – Greatest Hits - The Ultimate Video Collection
- 2012 – Inside Out

### Documentari
- 2009 – When We Were Beautiful

## Tour
- 1983-1984 – Bon Jovi Tour
- 1985 – 7800º Fahrenheit Tour
- 1986-1987 – Slippery When Wet Tour
- 1988-1991 – New Jersey Syndicate Tour
- 1993 – Keep the Faith Tour
- 1993 – I'll Sleep When I'm Dead Tour
- 1994 – Crossroad Promo Tour
- 1995-1996 – These Days Tour
- 2000 – Crush Tour
- 2001 – One Wild Night Tour
- 2002-2003 – Bounce Tour
- 2005-2006 – Have a Nice Day Tour
- 2007-2008 – Lost Highway Tour
- 2010 – The Circle Tour
- 2011 – Live 2011
- 2013 – Because We Can
- 2015 – Bon Jovi Live!
- 2017-2019 – This House Is Not for Sale Tour
- 2020 – 2020 Tour (Cancellato)[56]
- 2022 – Bon Jovi 2022 Tour

## Premi
- 1987: MTV Video Music Awards: Best Stage Performance (per Livin' on a Prayer)
- 1988: American Music Award: Migliore Rock Band
- 1990: Golden Globe: Miglior Canzone, Blaze of Glory, dalla colonna sonora di Young Guns II. (Jon Bon Jovi)
- 1991: MTV Michael Jackson Video Vanguard Award
- 1995: World Music Awards: Best Selling Rock Band Of The Year
- 1995: MTV Europe Music Awards: Best Hard Rock
- 1996: BRIT Awards: Best International Band
- 1997: MTV Europe Music Awards: Miglior artista maschile (Jon Bon Jovi)
- 2001: My VH1 Music Awards: Video Of The Year per It's My Life
- 2002: My VH1 Music Awards: Hottest Live Show
- 2004: American Music Award: Award of Merit
- 2005: World Music Awards: Chopard Diamond Award per aver venduto 100 milioni di dischi
- 2005: Music on DVD: Creative Excellence Award dalla Digital Entertainment Group (DEG) per il concerto su DVD This Left Feels Right: Live Limited Edition
- 2006: Introduzione alla UK Music Hall of Fame
- 2006: CMT Music Awards: Best Collaborative Video per Who Says You Can't Go Home
- 2007: People's Choice Awards: Best Rock Song per Who Says You Can't Go Home
- 2007: Grammy Awards: Best Country Collaboration per Who Says You Can't Go Home con Jennifer Nettles
- 2008: CMT Music Awards: Collaborative Video of the Year per Till We Ain't Strangers Anymore con LeAnn Rimes
- 2009: Introduzione alla Songwriters Hall Of Fame (Jon Bon Jovi e Richie Sambora)
- 2009: Introduzione alla New Jersey Hall Of Fame (Jon Bon Jovi)
- 2010: MTV Europe Music Awards: Global Icon Award
- 2014: Songwriter Icon Award 2014 (Jon Bon Jovi)
- 2018: Introduzione alla Rock and Roll Hall of Fame

## Riconoscimenti
- VH1 - "100 Greatest Artists of Hard Rock" (76º posto)
- Q - "50 Greatest Bands of All Time" (14º posto)
- UK Music Hall of Fame (2006)
- VH1 - "Top 40 hair bands of all time" (3º posto)